# Polybia barbouri
Polybia barbouri är en getingart som beskrevs av Joseph Charles Bequaert 1943.
Polybia barbouri ingår i släktet Polybia och familjen getingar. Inga underarter finns listade i Catalogue of Life.